# Atari Lynx
Atari Lynx je 8-bitna ručna igraća konzola američke tvrtke Atari koja je izišla na tržište 1989. u Sjevernoj Americi i 1990. u Europi i Japanu. Lynx je prva ručna elektronička igraća konzola s LCD zaslonom u boji. Zaslon je imao i pozadinsko osvjetljenje, međutim CCFL pozadinsko svjetlo je trošilo relativno puno energije, stoga se moglo po preferenciji korisnika isključiti ili uključiti. U Hrvatskoj je konzolu službeno distribuirala 3C Coning s početka 1990-ih.